# Brian Posehn
Brian Posehn est un acteur, humoriste, chanteur et scénariste américain né le 6 juillet 1966 à Sacramento, en Californie (États-Unis).

## Filmographie

### comme acteur
- 1995 : Friends saison 2 épisode 18 : Le coursier
- 1996 : Mr. Show with Bob and David: Fantastic Newness (TV) : Various Characters
- 1998 : Mr. Show and the Incredible, Fantastical News Report (TV) : Various Characters
- 1998 : Wedding singer - Demain on se marie! (The Wedding Singer) : Man at Table #9
- 1998 : Since You've Been Gone (TV) : The Bee
- 1998 : The Army Show (série télévisée) : Pvt. Eddie Mitterand
- 1999 : Desperate But Not Serious : Auteur #2
- 1999 : Mission Hill (série télévisée) : Jim Kuback (voix)
- 2000 : The Independent (en) de Stephen Kessler : Fan from Casper, WY
- 2002 : Run Ronnie Run (en) de Troy Miller : Tank
- 2002 : Sorority Boys : Haggard Alum
- 2002 : 3-South (Série de dessin animé) : Todd Wolfschmitmansturnowitz (voix)
- 2003 : Dumb & Dumberer : quand Harry rencontra Lloyd (Dumb and Dumberer: When Harry Met Lloyd) : Store Clerk
- 2003 : Grind : Orville the Scraggly Guy
- 2003 : Frère des ours (Brother Bear) : Additional Voice (voix)
- 2004 : Adventures in Homeschooling : Eugene Drifke
- 2004 : Eulogy : Video Store Clerk
- 2005 : The Comedians of Comedy
- 2005 : Sarah Silverman: Jesus is Magic : Friend
- 2005 : The Devil's Rejects : Jimmy
- 2005 : Cake Boy (vidéo) : Darrel
- 2005 : The Showbiz Show with David Spade (série télévisée) : Contributor
- 2006 : Sarah Silverman Comedy Central Pilot (TV) : Brian
- 2006 : Juste une fois ! : Randy
- 2007 : Les Quatre Fantastiques et le Surfer d'argent : Le pasteur
- 2007 : Undead or Alive : Ben, le premier zombie
- 2008 : Spy School de Mark Blutman
- 2010: La Vie de croisière de Zack et Cody: Saison 3 épisode 14: Dr. Cork
- 2012 : Cinq ans de réflexion : Tarquin
- 2013 : Knights of Badassdom : Gilberto
- 2014 : New Girl (série télévisée) : Professeur de Biologie, collège de Jess
- 2013 – 2019 : The Big Bang Theory (série télévisée) : Bert, géologue à l'université (15 épisodes)
- 2013 – 2019: Steven Universe (Série de dessin animé) : Crème Fraîche (voix)
- 2019 : The Mandalorian : Pilote de Speeder (1 épisode)
- 2019 : Deadly Class : Deadpool (Saison 1 - Épisode 2)

### comme Scénariste
- 1998 : Mr. Show and the Incredible, Fantastical News Report (TV)
- 2000 : Kill Yourself: The Movie (vidéo)
- 2002 : Run Ronnie Run (en)